# Metamorpha epaphus
Metamorpha epaphus är en fjärilsart som beskrevs av Pierre André Latreille 1811/19. Metamorpha epaphus ingår i släktet Metamorpha och familjen praktfjärilar. Inga underarter finns listade i Catalogue of Life.